# Liutpold III. Žovneški
Liutpold III. Žovneški ali Leopold III. Žovneški, svobodni plemič na gradu Žovnek in pripadnik rodbine, ki je kasneje postala znana z imenom Celjski grofje, * okoli 1255, † 1286.
Liutpold je bil sin Konrada I.  in brat Konrada II., Ulrika  in Gebharda, sam pa je bil poročen z Marjeto iz tedaj znanega rodu Vovbrških. Liutpold je živel na gradu Žovnek, brat Ulrik I. in nečak Ulrik II.  pa na gradu Lemberk. Čeprav so si bratje leta 1262 razdelili posest, sta še istega leta Liutpold in Ulrik II. (oziroma I., če gre za isto osebo) podpisala dedno pogodbo, ki je onemogočala drobljenje posesti in zagotavljala moč Žovneškemu rodu. Sicer so Žovneški leta 1262 po rodbini Ortov dedovali ozemlja južno in južnovzhodno od gore Oljka in tudi goro samo, tako pa so postali fevdniki koroških vojvod. Poroki Liutpolda III. z Marjeto Vovbrško in poroka Ulrika II. s Katarino Vovbrško sta ustvarili posredne povezave tudi z rodbinami Spanheimov in Babenberžanov, ki pa sta bili tedaj že v zatonu. Liutpold III. je prepoznal morebitni pomen vzpenjajočih se Habsburžanov – že leta 1278 ga najdemo med vojščaki Rudolfa Habsburškega, ko se slednji spopade s češko-štajerskim vladarjem Otokarjem, in ta povezava Žovneškim odpre nove možnosti za družbeni vzpon. Tik pred odhodom v vojno je Liutpold III. v strahu pred smrtjo Gornjegrajskemu samostanu podaril patronatne pravice. Možno je tudi, da moramo v Liutpoldu III. videti po imenu neznanega viteškega pesnika s priimkom Der von Sounegge, ki je sredi 13. stoletja pisal lirične pesmi. Po Liutpoldovi smrti  leta 1286 je prvenstvo v žovneški rodbini pripadlo Ulriku II, njemu pa je dve leti po smrti Liutpolda vdova Marjeta, ki je izvirala iz Vovbrških, predala rodbinsko posest (Žovnek, Senek, Ostrovico ter Liebenstein) ter se v drugo poročila z Ulrikom Pfannberškim.